# Minor Earth Major Sky
Minor Earth Major Sky — шостий студійний альбом норвезького гурту a-ha, виданий 2000 року.
Альбом «Minor Earth Major Sky» став платиновим. Чотири його пісні посіли місце № 1 у чартах: «Minor Earth Major Sky», «Velvet», «The Sun Never Shone That Day» і «Summer Moved On». Проте на долю гурту дісталася й критика за кліп «Velvet», в якому побачили потурання некрофілії. 

## Музиканти
- Пол Воктор-Савой (Paul Waaktaar-Savoy) (6 вересня 1961) — композитор, гітарист, вокалист.
- Магне Фуругольмен (Magne Furuholmen) (1 листопада 1962) — клавішник, композитор, вокаліст, гітарист.
- Мортен Гаркет (Morten Harket) (14 вересня 1959) — вокаліст.

## Композиції
| #   | Назва                               | Автор                               | Тривалість |
| --- | ----------------------------------- | ----------------------------------- | ---------- |
| 1.  | «Minor Earth Major Sky»             | Магне Фуругольмен, Пол Воктор-Савой | 5:25       |
| 2.  | «Little Black Heart»                | Магне Фуругольмен, Пол Воктор-Савой | 4:35       |
| 3.  | «Velvet»                            | Пол Воктор-Савой, Лорен Савой       | 4:21       |
| 4.  | «Summer Moved On»                   | Пол Воктор-Савой                    | 4:38       |
| 5.  | «The Sun Never Shone That Day»      | Пол Воктор-Савой, Лорен Савой       | 4:40       |
| 6.  | «To Let You Win»                    | Мортен Гаркет, Говард Рем           | 4:24       |
| 7.  | «The Company Man»                   | Магне Фуругольмен, Пол Воктор-Савой | 3:15       |
| 8.  | «Thought That It Was You»           | Мортен Гаркет, Оле Сверре-Олсен     | 3:50       |
| 9.  | «I Wish I Cared»                    | Магне Фуругольмен                   | 4:23       |
| 10. | «Barely Hanging On»                 | Пол Воктор-Савой                    | 3:56       |
| 11. | «You'll Never Get Over Me»          | Пол Воктор-Савой                    | 5:40       |
| 12. | «I Won't Forget Her»                | Пол Воктор-Савой                    | 4:44       |
| 13. | «Mary Ellen Makes the Moment Count» | Пол Воктор-Савой                    | 4:51       |

## Бонусні треки
| #   | Назва                            | Тривалість |
| --- | -------------------------------- | ---------- |
| 14. | «Summer Moved On» (remix )       | 6:00       |
| 15. | «Minor Earth Major Sky» (remix ) |            |
| 16. | «Velvet» (Stockholm mix )        |            |